# Olympus C-900 ZOOM
Olympus C-900 ZOOM — компактна цифрова камера з роздільною здатністю 1,3 Мпікс в пластиковому корпусі. Анонсована 2 листопада 1998 року. З виробництва знята. У США відома під назвою Olympus D-400 Zoom.
Оснащена COM-портом і ТБ-виходом. Варіо-об'єктив камери з 3× зумом. Видошукач прямий паралаксний, синхронізований з варіооб'єктивом. Ручне фокусування можливе лише для двох фіксованих дистанцій до об'єкту: 2,5 метра і «нескінченність».